# Funktion (Objekt)

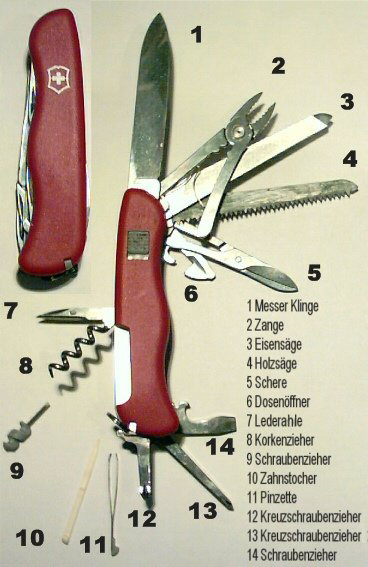
Ein Schweizer Taschenmesser hat viele Funktionen.

Als Funktionen eines Objektes bezeichnet man die Aufgaben, die es erfüllen kann. Mithilfe seiner Funktionen kann ein Objekt also gewissen Zwecken dienen. Ein einzelnes Objekt kann mehrere Funktionen haben, welche demselben Zweck dienen können oder verschiedenen. Gleichzeitig kann eine Funktion auch für mehrere Zwecke genutzt werden.
Die Funktion ist neben Form und Material ein wesentliches Charakteristikum jedes Objektes, das vom Menschen benutzt wird. Die Erfüllung gestellter Anforderungen an diese Objekte bezeichnet man als „Funktionalität“ oder „Gebrauchstauglichkeit“. Erfüllt ein Objekt gleich mehrere verschiedene Funktionen, spricht man auch von „Multifunktionalität“. Das Ziel, mit möglichst wenigen Bauteilen möglichst viele technische Funktionen abzudecken, bezeichnet man in der Konstruktionslehre als „Funktionsintegration“. Fallen bei einem Objekt Soll-Verhalten und Ist-Verhalten auseinander, spricht man auch von „Fehlfunktion“ (z. B. „Überfunktion“ oder „Unterfunktion“) oder Fehler.

## Abgrenzung zum „Zweck“
In Bezug auf Objekte werden im Alltagsgebrauch „Funktion“ und „Zweck“ häufig synonym gebraucht. Während der Begriff „Funktion“ jedoch die Aufgaben bezeichnet, die sämtliche gleiche Objekte erfüllen können, bezeichnet der Begriff „Zweck“ den tatsächlichen Beweggrund oder Sinn der Benutzung ein und desselben konkreten Objekts. Ein Objekt kann also mithilfe seiner Funktion gewissen Zwecken dienen.
| Objekt       | Funktion             | Zweck                                                            |
| ------------ | -------------------- | ---------------------------------------------------------------- |
| Herz         | Blut pumpen          | Ingangbringen und Aufrechterhalten des Blutkreislaufs            |
| Dach         | Oberseite abdecken   | meist Schutz von Menschen und/oder Gegenständen vor Niederschlag |
| Küchenmesser | Gegenstand schneiden | meist Zerkleinerung von Lebensmitteln                            |

## Typen
Peter Achinstein unterschied in der mehrfach aufgegriffenen Arbeit Function Statements aus dem Jahr 1977 zwischen drei Typen von Funktionen, mit denen Aussagen wie „x funktioniert als y“ expliziert werden können:

### Konstruktionsfunktionen
Konstruktionsfunktionen (design functions) beschreiben Funktionen, für die etwas eigens erschaffen wurde.
Beispiel:
- Ein Schlüsselbund sammelt mehrere Schlüssel und verhindert, dass diese leicht verlorengehen. Dafür ist er (auch) gemacht worden.

### Gebrauchsfunktionen
Gebrauchsfunktionen (user functions) beschreiben Funktionen, die jemand (bewusst) in Anspruch nimmt. Sie können mit Konstruktionsfunktionen übereinstimmen, aber auch – im Sinne der bei der Erschaffung gedachten Funktion(en) – durch Zweckentfremdung bzw. Improvisation oder auch bei Objekten, die nicht für etwas hergestellt wurden, gänzlich ohne Konstruktionsfunktion zustande kommen.
Beispiele:
- Jemand, der den Schlüsselbund genau für das Erdachte anwendet, nutzt ihn sowohl im Sinne einer Gebrauchs- als auch seiner Konstruktionsfunktionen.
- Hält jemand einen Schlüsselbund in der Hand, um sich durch das Geräusch beim Herunterfallen von einem Tagschlaf abzuhalten, nutzt sie/er den Schlüssel außerhalb der Konstruktionsfunktion(en). 
Verwendet jemand Eisenerz, um daraus einen Schlüsselbund herzustellen, gebraucht sie/er das Eisenerz dafür. Eine Konstruktionsfunktion des Eisenerzes ist aber nicht ersichtlich (es wurde nicht „dafür gemacht oder vorgesehen, ein Schlüsselbund zu werden“), sofern keine stark teleologische Position vertreten wird, wie etwa in der Prädestinationslehre.

### Dienstfunktionen
Dienstfunktionen (service functions) beschreiben allgemein Funktionen, die tatsächlich ausgeführt werden. Sie können sowohl Konstruktions- als auch Gebrauchsfunktionen umfassen, aber auch nicht beabsichtigte Funktionen, die etwas anderem zugutekommen.
Beispiele:
- Ist der Schlüsselbund intakt und wird bewusst im Sinne der Erschaffung benutzt, treffen auf ihn alle drei Funktionstypen zu.
- Wenn der Schlüsselbund durch physische Veränderung seine Konstruktionsfunktion nicht mehr ausführen kann, aber als Werkzeug für das Betätigen des Notauswurf eines CD-ROM-Laufwerks gebraucht wird, besteht sowohl eine Gebrauchs- als auch eine Dienstfunktion. Hier kann man zwar nach wie vor von der ursprünglichen Konstruktionsfunktion sprechen, die aber nicht mehr ausgeführt werden kann (keinen tatsächlichen Dienst mehr leisten).
- Liegt der Schlüsselbund auf einem Blatt Papier und verhindert dessen Wegfliegen durch einen Windstoß, ohne dass er deswegen dort hingelegt wurde, besteht in dieser Befestigung eine Dienstfunktion, die weder bei der Erschaffung beabsichtigt war noch (bewusst) verwendet wurde.
Löst der Schlüsselbund in einem Flughafen durch das Signal eines Metalldetektors die Festnahme einer polizeilich gesuchten Person aus, hatte der Schlüsselbund aus Sicht der Polizei die Dienstfunktion des Aufmerksammachens (auf die gesuchte Person), ohne dass sie beabsichtigt war.
Führt das Reibungsgeräusch des Schlüsselbundes in einer Jackentasche zum so nicht beabsichtigten Auffinden eines gesuchten Geldstücks, erbrachte er ebenfalls einen Dienst ohne Konstruktions- oder Gebrauchsfunktion.

## Philosophisches
In der naturalistisch geprägten Philosophie der ersten Hälfte des 20. Jahrhunderts, wie etwa dem logischen Empirismus oder dem Wiener Kreis, war der Begriff der Funktion nicht zentral. Er wurde als Relikt einer aristotelischen Teleologie oder als bloße Redensart angesehen, die durch eine gleichwertige, rein kausale Formulierung abgelöst werden kann. Diese Überzeugung beruht auf der Vorstellung wissenschaftlicher Erklärungen wie sie im Hempel-Oppenheim-Schema zum Ausdruck kommt. Diese streng reduktionistische Ansicht vertrat etwa noch Ernest Nagel in seinem Werk The Structure of Science (1961).
Insbesondere seit den 1970er Jahren gelangte die Frage nach der wissenschaftstheoretischen Stellung und der Eigenheit des Begriffes „Funktion“ ins Interesse der philosophischen Literatur: Die meisten zeitgenössischen Autoren gehen dabei von der Vorstellung aus, dass der Verweis auf Funktionen in gewisser Weise erklären will, warum der Gegenstand in der bestimmten Form vorhanden ist. Dieser Anspruch geht u. a. zurück auf den Philosophen Larry Wright. Philosophisch umstritten ist, ob der Begriff Funktion in verschiedenen Disziplinen eine identische Bedeutung besitzt und worin diese Bedeutung bestehen mag. Dementsprechend ist ebenso strittig, ob in verschiedenen Wissenschaften die Art der Erklärung gleichartig sein kann, die für das Vorhandensein des funktionalen Gegenstandes geliefert wird. Von den meisten Autoren wird zugestanden, dass es unterschiedliche Verwendungsweisen des Wortes „Funktion“ in unterschiedlichen Kontexten gibt, welche nicht auf einem präzise umrissenen Begriff fußen. In der Biologie wird Funktion von Wissenschaftstheoretikern oft in Beziehung gesetzt zu genuin biologischen Begriffen wie natürlicher Selektion (Ruth Millikan) oder Fitness (John Bigelow und Robert Pargetter), während bei den Funktionen technischer Geräte und sozialer Institutionen menschliche Intentionen das Vorhandensein des Objektes erklären.
Robert Cummins sieht Funktionen allgemein als Rollen, die bestimmte Eigenschaften von Bauteilen für die Arbeitsweise eines komplexeren Systems spielen. Diese Art von Funktionen werden in der englischsprachigen Literatur auch als causal-role-functions bezeichnet. Grundsätzlich können also nach Cummins Funktionen in beliebigen Arten von Systemen beschrieben werden, auch in denjenigen, in denen wir im Alltagsverständnis keine solche Formulierung wählen würden. Dazu zählen etwa astronomische Systeme oder Objekte der unbelebten Natur wie Gestein oder Wetterphänomene. Die Daseinsberechtigung unterschiedlicher Verwendungsweisen des Begriffes wird etwa von Peter Godfrey-Smith, aber auch von Ruth Millikan zugestanden.
Auch die Frage, in welcher Beziehung Funktionen zu anderen Begriffen stehen, wie etwa „Zweck“, „Design“ oder „Organismus“, wird von verschiedenen Autoren behandelt.

## Mathematische Beschreibung
Mathematisch kann Funktion als Kontrollfluss-Kante zwischen zwei Objekten beschrieben werden.